# Liste des sites et monuments classés de la wilaya de Tissemsilt
Cet article présente une liste des sites et monuments classés de la wilaya de Tissemsilt, en Algérie.

## Liste
| Id   | Identification du bien                         | Datation           | Commune                  | Coordonnées    | Catégorie du classement | Mesures et date de protection | Date de publication au Journal Officiel | Illustration    |                       |
| ---- | ---------------------------------------------- | ------------------ | ------------------------ | -------------- | ----------------------- | --- | --------------------------------------- | --------------- | --------------------- |
| 38-1 | Site archéologique d'Ain Sfa                   | Période stratifiée | Tissemsilt               | à géolocaliser | Classé                  | Classé sur la liste des biens culturels par arrêté du 12/09/2012, après avis conforme de la commission nationale des biens culturels tenu le 27/06/2011. | N° 36 du 18/07/2013                     | Image manquante | Télécharger une image |
| 38-2 | Site archéologique d'Ain Torkia                | Période stratifiée | Khemisti                 | à géolocaliser | Classé                  | Classé sur la liste des biens culturels par arrêté du 12/09/2012, après avis conforme de la commission nationale des biens culturels tenu le 27/06/2011. | N° 36 du 18/07/2013                     | Image manquante | Télécharger une image |
| 38-3 | Site archéologique de Taza                     | Période stratifiée | Bordj El Emir Abdelkader | à géolocaliser | Classé                  | Classé sur la liste des biens culturels par arrêté du 12/09/2012, après avis conforme de la commission nationale des biens culturels tenu le 27/06/2011. | N° 36 du 18/07/2013                     | Image manquante | Télécharger une image |
| 38-4 | Parcs nationaux d'Aïn N'sour et Theniat El Had | Aucune datation    | Theniet El Had           | à géolocaliser | Site naturel            | Classés parmi les sites et monuments naturels en date du 16/06/1948, Conformément à l'article 62 de l'ordonnance N° 67-281 du 20/12/1967                 | N° 07 du 23/01/1968                     | Image manquante | Télécharger une image |